# Juan Minujín
Juan Gervasio Minujín (Buenos Aires, 20 de maio de 1975) é um ator e diretor argentino. É sobrinho da artista plástica Marta Minujín.

## Carreira
Formou-se como ator com Cristina Banegas, Alberto Ure, Pompeyo Audivert, Julio Chávez e Guillermo Angelelli. Em 1996 começa a trabalhar em teatro. Entre 1997 e 1998 muda-se à Londres, onde completa sua formação.  A partir do ano 2000 participa como ator convidado com o grupo El Descueve, com o que participa em turnês pela América Latina e Europa.

## Filmografia

### Cinema
| Ano  | Filme                                        | Personagem                    | Director                          | Notas                   |
| ---- | -------------------------------------------- | ----------------------------- | --------------------------------- | ----------------------- |
| 1994 | Fuego Gris                                   |                               | Pablo César                       |                         |
| 1995 | Comix, cuentos de amor, de video y de muerte |                               | Jorge Coscia                      |                         |
| 1996 | Ayer fui al cine con Marta y no entendí nada |                               |                                   | Cortometraje            |
| 1997 | Quereme así (Piantao)                        |                               | Eliseo Álvarez                    |                         |
| 2004 | El abrazo partido                            |                               | Daniel Hendler                    |                         |
| 2004 | A missão                                     | Juan Soria                    |                                   | Mediometraje            |
| 2005 | Um ano sem amor                              | Pablo Pérez                   | Anahí Berneri                     |                         |
| 2005 | Stephanie                                    |                               |                                   |                         |
| 2006 | Sofacama                                     | Denis                         |                                   |                         |
| 2007 | Cidade em fita-cola                          | Sebastián                     | Hernán Gaffet                     |                         |
| 2007 | O céu eleito                                 | Pablo                         |                                   |                         |
| 2007 | Guacho                                       | Jovem Minujín                 | Juan Minujín                      | Cortometraje e Director |
| 2008 | Histórias extraordinárias                    | Narrador                      | Mariano Llinás                    |                         |
| 2008 | Cordeiro de Deus                             | Paco                          | Luzia Cedrón                      |                         |
| 2009 | Toda a gente sozinha                         |                               | Santiago Giralt                   |                         |
| 2009 | Zenitram                                     | Rubén Martínez/Zenitram       |                                   |                         |
| 2010 | Eva &amp; Lola                               | Lucas                         | Sabrina Farji                     |                         |
| 2011 | Vaqueiro                                     |                               | Juan Minujín                      | Director                |
| 2012 | Dois mais dois                               | Richard                       | Diego Kaplan                      |                         |
| 2012 | Nem um homem mais                            | Ricky                         |                                   |                         |
| 2015 | Focus                                        | Marcello                      | Glenn Ficarra e John Requa        |                         |
| 2015 | Pistas para voltar a casa                    | Pascual                       | Jazmín Stuart                     |                         |
| 2017 | Os que amam, odeiam                          | Atuel                         | Alejandro Maci                    |                         |
| 2017 | Zama                                         | Ventura Prieto                | Lucrecia Martel                   |                         |
| 2017 | Os últimos românticos                        | O Cão                         | Gabriel Drak                      |                         |
| 2018 | El amor menos pensado                        | Anselmo                       | Juan Lado                         |                         |
| 2018 | Recreio                                      | Mariano                       | Hernán Guerschuny e Jazmín Stuart |                         |
| 2019 | The Two Popes                                | Jorge Mario Bergoglio (jovem) | Fernando Meirelles                |                         |
| 2019 | As boas intenções                            | Guillermo                     |                                   |                         |

### Televisão
| Ano       | Título                           | Personagem                          | Canal           |
| --------- | -------------------------------- | ----------------------------------- | --------------- |
| 2003      | São amores                       | Mauro                               | O Treze         |
| 2005      | Teikirisi                        | Várias personagens                  | Telefe          |
| 2006      | Ao limite                        | Jerry "Ep: Entreactos"              | Telefe          |
| 2006      | Mulheres assassinas              |                                     | O Treze         |
| 2007      | 9mm, crimes à medida da história | Octavio                             | Canal da Cidade |
| 2009      | Epitafios                        | Mariano Lagos                       | O Treze e HBO   |
| 2009      | Tratame bem                      | Mauricio Rios                       | O Treze         |
| 2010      | Cega a citas                     | Ángel Carrizo                       | TV Pública      |
| 2011      | Os Únicos                        | Hassan Mavarek                      | O Treze         |
| 2012-2013 | Tempos compulsivos               | Ezequiel Lambert                    | O Treze         |
| 2013-2014 | Somente vos                      | Félix Month                         | O Treze         |
| 2014-2015 | Viúvas e filhos do rock and roll | Segundo Arostegui                   | Telefe          |
| 2016-2019 | O marginal                       | Miguel Palácios/Pastor Osvaldo Peña | TV Pública      |
| 2016      | A última hora                    | Franco                              | TV Pública      |
| 2016      | Louco por vos                    | Pablo Wainsten                      | Telefe          |
| 2018      | Cem dias para apaixonar-se       | Gastón Guevara                      | Telefe          |
| 2020      | Os internacionais                |                                     | Telefe          |

### Teatro
- Vénus em pele - Dir. Javier Daulte.
- O princípio de Arquímedes.
- Living-Todos Felizes - Dir. Oscar Martínez.
- Jardim-Todos Felizes - Dir. Oscar Martínez.
- Comedor-Todos Felizes - Dir. Oscar Martínez.
- O Passado é um Animal Grotesco - M. Pensotti.
- Sujo - Dir. Ana Frenkel / M. Pensotti.
- Facas em gallinas Dir.: A. Tantanian.
- Rebenque Show.
- Vapor - Dir. Mariano Pensotti.
- Conferência - Dir. Martin Bauer (estreada em Berlim).
- O Malogrado - Dir. Martin Bauer.
- Hermosura - Gira Europeia.
- Patito Feio - Grupo de Teatro El Descueve.
- Hermosura - Grupo de teatro El Descueve.
- O passageiro do barco do sol.
- Espumantes.
- Édipo Rei de Hungria.
- Lua - Dir. Marcelo Katz.
- As Troyanas.
- Hamlet
- A Funerala
- Nada & Ave.
- La Verdad

### Videoclips
| Ano  | Artista                             | Canção           | Director             | Notas                                                       |
| ---- | ----------------------------------- | ---------------- | -------------------- | ----------------------------------------------------------- |
| 2012 | Calle 13                            | A volta ao mundo | Juan José Campanella | Coprotagonizado com Solidão Fandiño                         |
| 2015 | La Taza Calva                       | Sexta-feira      |                      | Coprotagonizado por Paola Barrientos e Darío Sztajnszrajber |
| 2018 | Martina Stoessel y Cali y El Dandee | Por Que Te Vais  |                      | Protagonizando Junto a Celeste Cid                          |